# Zhuang Xiaoyan
Zhuang Xiaoyan (Shenyang, 4 mei 1969) is een Chinees judoka. 
Zhuang won tijdens de Aziatische Spelen 1990 in eigen land de gouden medaille in de open klasse. In 1991 werd Zhuang wereldkampioen in de open klasse. Tijdens de Olympische Zomerspelen 1992 stond de open klasse niet op het programma en na Zhuang deel aan het zwaargewicht waarin zij de gouden medaille won.

## Resultaten
- Aziatische Spelen 1990 in Peking  in de open klasse
- Wereldkampioenschappen judo 1991 in Barcelona  in de open klasse
- Olympische Zomerspelen 1992 in Barcelona  in het zwaargewicht

1992: Zhuang Xiaoyan ·
1996: Sun Fuming ·
2000: Yuan Hua ·
2004: Maki Tsukada ·
2008: Tong Wen · 
2012: Idalys Ortíz · 
2016: Émilie Andéol · 
2020: Akira Sone · 
2024: Beatriz Souza